# Heniocha flavida
Heniocha flavida är en fjärilsart som beskrevs av Butler 1877. Heniocha flavida ingår i släktet Heniocha och familjen påfågelsspinnare. Inga underarter finns listade i Catalogue of Life.